# Гимбут
Гимбут — персонаж легендарного сказания о Палемоновичах, включённого в белорусско-литовские летописи. Согласно легенде, Гимбут — князь жемайтский, сын князя Куноса, внук Палемона.

## Краткие сведения
Информация о Гимбуте находится в легендарной части белорусско-литовских летописей, которые являются различными списками и компиляциями Хроники Великого княжества Литовского и Жомойтского. Эта часть летописи представляет собой генеалогическую легенду (легенда о Палемоновичах), созданную в 20-х годах XVI века. В разных списках легенды одно и то же действующее лицо могло называться по-разному. По мнению Н. Н. Улащика, это могло произойти от того, что существовало несколько вариантов легенды, в которых «одно мифическое существо называлось по-разному», что в результате и отразилось в летописях.
Легенда начинается с сообщения как 500 семей римской знати времён императора Нерона во главе с Палемоном морем приплыли к устью Немана, а по Неману добрались до рек Дубисы и Юры. Здесь они поселились, назвав эту землю Жемайтией. Два старших сына Палемона — Борк и Кунос — основали города в Жемайтии. У Куноса было два сына Кернус и Гимбут. Гимбут стал князем в Жемайтии.
В работах польского хрониста XVI века Матея Стрыйковского «О началах, истоках, достоинствах, делах рыцарских и внутренних славного народа литовского, жмудского и русского, доселе никогда никем не исследованная и не описанная, по вдохновению божьему и опыту собственному» и «Хронике польской, литовской, жмудской и всей Руси» также содержится основанная на летописях легенда о Палемоновичах. Однако местами есть разница: более у «Начал» и менее у «Хроники». По мнению Н. Н. Улащика, в «Началах» Стрыйковский больше фантазировал, а в «Хронике» более следовал летописям, которые тоже были достаточно фантастическими.
В «Началах» Стрыйковского есть рассказ, что полоцкий князь совместно с псковичами напал на литовцев как на язычников, взял многих в плен и сделал из пленников «как бы скот». В ответ Гимбут с братом Кернусом напал на владения Полоцка. Они разорили Браславль, двинулись к Полоцку, разорили все окрестные города, взяли многих в плен, а полоцкий князь, испугавшись, спрятался в замке.

## Комментарии
1. ↑  Известны шесть летописей, содержащих легенду — Археологического общества, Красинского, Рачинского, Ольшевская, Румянцевская, Евреиновская, все являющиеся различными редакциями и списками Хроники Великого княжества Литовского и Жомойтского и две хроники — хроника Быховца и Хроника литовская и жмойтская, являющаяся компиляцией XVII века (Улащик, 1985, с. 130)